# Сент-Круа (река)
Сент-Крой (Сент-Круа́, англ. St. Croix; в переводе с французского — «Святой Крест») — река в Северной Америке. Является естественной границей между штатом Мэн (США) и провинцией Нью-Брансуик (Канада). Длина — 102 км. Площадь водосборного бассейна — 2450 км². Впадает в залив Фанди.

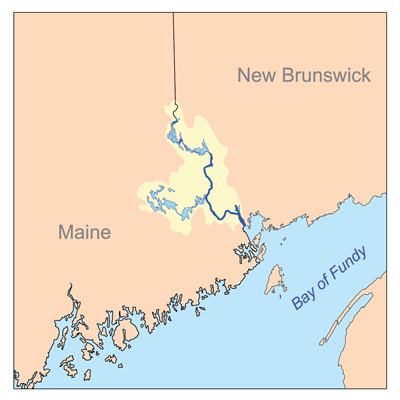

Река берёт своё начало из группы озёр под названием Чипутнетикук и протекает в юго-восточном направление до залива Фанди. Общая площадь речного бассейна составляет более 2,4 тыс. км². В XX веке на реке развивалась гидроэнергетика, но сокращение популяции сёмги, которая нерестилась в Сент-Крой и озёрах выше по течению, привело к закрытию ГЭС.
Города и посёлки, стоящие на реке: Вансборо, Калис.
В 1604 году на острове Сент-Крой (Сент-Круа) в устье реки Сент-Крой Самюэль де Шамплен и Пьер Дюгуа де Мон основали поселение.

## Флора и фауна
Река отличается большим разнообразием ландшафтов — скалистый приливно-отливный лиман, открытые озера, болотистая пойма, и создаёт уникальное место обитания для множества животных и птиц. В долине реки произрастает 13 видов редких для данного региона растений, в том числе лобелия кардиналис и калина. Среди редких птиц, обитающих в бассейне реки, можно выделить орлана и скопу.
В 1991 году река включена в Список охраняемых рек Канады